# Giuse Chu Tể Thế

Huy hiệu GM Chu Tể Thế

Giuse Chu Tể Thế C.M. (1892 - 1972; tiếng Anh:Joseph Zhou Ji-shi /Joseph Chow Chi-shih / Ceuzisce, Zhou Ji-shi,; tiếng Trung:周濟世) là một Giám mục người Trung Quốc của Giáo hội Công giáo Rôma. Ông nguyên là Tổng giám mục chính tòa Tổng giáo phận Nam Xương. Trước khi lên chức vị Tổng giám mục, ông đảm nhận các vị trí Đại diện Tông Tòa Hạt Đai diện Tông Tòa Bảo Định Phủ rồi trở thành Giám mục chính tòa Tiên khởi Giáo phận Bảo Định.

## Tiểu sử
Tổng giám mục Giuse Chu Tể Thế sinh ngày 23 tháng 1 năm 1892, tại Sialkwongyang, thuộc Trung Quốc. Năm 1915, chàng trai trẻ Chu Tể Thế gia nhập Tu đoàn Truyền giáo Thánh Vinh Sơn, viết tắt là C.M.. Sau quá trình tu học dài hạn tại các cơ sở chủng viện theo quy định của Giáo luật, ngày 29 tháng 6 năm 1919, Phó tế Chu, 27 tuổi, tiến đến việc được truyền chức linh mục, thành một linh mục dòng C.M..
Với 12 năm kinh nghiệm trong các hoạt động mục vụ trên cương vị là một linh mục, ngày 26 tháng 3 năm 1931 tin tức từ Tòa Thánh loan báo việc Giáo hoàng đã quyết định chọn linh mục Giuse Chu Tể Thế, 39 tuổi, gia nhập vào hàng ngũ các Giám mục trên toàn thế giới, với vị trí được trao cho là Đại diện Tông Tòa Hạt Đại diện Tông Tòa Bảo Định Phủ, và danh hiệu Giám mục Hiệu tòa Cratia. Lễ tấn phong cho vị giám mục tân cử được cử hành trọng thể vào ngày 2 tháng 8 sau đó, với phần nghi thức được cử hành cách trọng thể bởi 3 giáo sĩ cấp cao. Chủ phong cho vị tân giám mục là Giám mục Paul Léon Cornelius Montaigne, C.M., Phó Đại diện Tông Tòa Hạt Đại diện Tông Tòa Bắc Kinh. Hai vị phụ phong, gồm có Giám mục Phêrô Trình Hữu Du, Đại diện Tông Tòa Hạt Đại diện Tông Tòa Tuyên Hóa Phủ và linh mục Tarcisio Martina, C.S.S., Tổng quản lí Vùng truyền giáo Dịch Huyện.
Mười lăm năm sau đó, vào ngày 11 tháng 4 năm 1946, Tòa Thánh thông báo thăng Hạt Đại diện Tông Tòa Bảo Định Phủ thành Giáo phận Bảo Định, đồng thời tái xác nhận việc chọn giám mục Giuse Chu làm người quản lí địa phận, với danh hiệu mới là Giám mục chính tòa Giáo phận Bảo Định.
Bất ngờ, ba tháng sau đó, theo bản tin ngày 18 tháng 7 năm 1946 loan đi từ Tòa Thánh, giáo hoàng đã quyết định chọn Giám mục Chu Tể Thế làm Tổng giám mục chính tòa Tổng giáo phận Nam Xương.
Ông qua đời năm 1972, thọ 80 tuổi.